# Neslihan Arın
Neslihan Arın (nacida Neslihan Yiğit, Bursa, 26 de febrero de 1994) es una deportista turca que compite en bádminton, en las modalidades individual y dobles.
Ganó una medalla de bronce en los Juegos Europeos de Bakú 2015 y tres medallas de bronce en el Campeonato Europeo de Bádminton entre los años 2021 y 2024.

## Palmarés internacional
| Juegos Europeos    | Juegos Europeos        | Juegos Europeos   | Juegos Europeos |
| Año                | Lugar                  | Medalla           | Prueba          |
| ------------------ | ---------------------- | ----------------- | --------------- |
| 2015               | Bakú (Azerbaiyán)      | Medalla de bronce | Dobles          |
| Campeonato Europeo |                        |                   |                 |
| Año                | Lugar                  | Medalla           | Prueba          |
| 2021               | Kiev (Ucrania)         | Medalla de bronce | Individual      |
| 2022               | Madrid (España)        | Medalla de bronce | Individual      |
| 2024               | Saarbrücken (Alemania) | Medalla de bronce | Individual      |